# Boris M. Schein
Pour les articles homonymes, voir Schein.
Boris Moiseyevich Schein (22 juin 1938 - 4 octobre 2023) est un mathématicien russo-américain, expert en demi-groupes et professeur émérite au Département des sciences mathématiques de l'Université de l'Arkansas.

## Biographie
Né à Moscou le 22 juin 1938, sa famille déménage à Saratov en 1941 du fait de l'invasion de l'URSS par l'Allemagne. Il s'intéresse aux mathématiques dès l'adolescence et est influencé par Viktor Wagner, professeur de mathématiques à l'Université d'État de Saratov. Schein fait ses études de premier cycle en mécanique-mathématiques à l'État de Saratov et choisit de se spécialiser en géométrie, la matière enseignée par Wagner. En 1958, il caractérise les demi-groupes pouvant être plongés dans un demi-groupe inversif. Il obtient son diplôme avec mention très honorable en 1960. Il continue ses études sous la direction de Wagneret soutient en 1962 une thèse de candidature sur les demi-groupes de transformations à l'Université pédagogique d'État Herzen de Russie, à Saint-Pétersbourg. En 1983, il accepte un poste de professeur à Saratov en 1963 et soutient sa thèse de doctorat en sciences en 1966, toujours à l'Université pédagogique d'État de Herzen.
En 1968, Schein est l'un des premiers rédacteurs de la revue Semigroup Forum, publiée par Springer-Verlag. Cependant, dans les années 1970, du fait de la guerre froide, ses relations avec des mathématiciens occidentaux posent des problèmes politiques : sa correspondance avec des mathématiciens en dehors de l'URSS est interrompue et ses étudiants empêchés d'obtenir leur diplôme. Finalement, à la fin des années 1970, son mentor Wagner prend sa retraite de l'université et Schein a été licencié.
En 1979, Schein parvient à se rendre en Autriche avec sa femme et sa fille et obtient immédiatement un poste de visiteur temporaire à l'Université Tulane de La Nouvelle-Orléans. En 1980, il occupe un poste à l'Université de l'Arkansas.
Boris Schein est connu pour l'« indice de Schein », le plus petit nombre de « concepts » nécessaires pour exprimer la matrice binaire d'une relation binaire comme une somme booléenne, et où un concept est un produit externe de vecteurs logiques.
En 2011, Schein a été nommé examinateur distingué du journal Zentralblatt MATH par la Société mathématique européenne.
Boris M. Schein meurt le 4 octobre 2023, à l'âge de 85 ans.